# Editura Litera
Editura Litera este o editură din România și Republica Moldova care a fost fondată în 1989 de către Anatol Vidrascu, iar în scurt timp extinsă ca editura Litera International, la Bucuresti. Între 1989 și 2014, a editat peste 4 000 de titluri, cu un tiraj de aproape 46 de milioane de exemplare. Editura a publicat lucrări de ficțiune și non-ficțiune, mulți dintre autorii de top ai literaturii actuale au apărut la Litera, între aceștia numărându-se:  Abdulrazak Gurnah, Svetlana Alexievici, Hanya Yanagihara, Donna Tartt,  Rachel Cusk,  Colum McCann, Karl Ove Knausgård, Hilary Mantel, Fernando Aramburu, Jerzy Kosiński etc.
Literatura clasică (în colecții sau în serii de autor) constituie parte importantă a editurii, pe lângă autori de referință ca A P.Cehov,  Lev Tolstoi, Gustave Flaubert, Kafka, Fedor Dostoievski etc fiind prezenți și scriitori romani canonici. De altfel, literatura autohtonă ocupă un loc important în programele editurii, în fiecare lună fiind editată o carte de proză românească strict contemporană.
În 2014 a fondat colecția Biblioteca pentru toți copiii editată anterior de Editura Ion Creangă. În 2020 a fondat colecția Biblioteca de Proză Contemporană, în cadrul căreia sunt publicate cărțile autorilor români contemporani, sub coordonarea scriitoarei Doina Ruști.
În martie 2025, grupul Editura Litera a cumpărat Elefant.ro.

## Vezi și
- Listă de edituri din România
- Listă de edituri din Republica Moldova

## Legături externe
- Site web oficial